# Messier 48
A Messier 48 (más néven M48, vagy NGC 2548) egy nyílthalmaz az Hydra csillagképben.

## Felfedezése
Az M48 nyílthalmazt Charles Messier francia csillagász 1771. február 19-én fedezte fel, majd katalogizálta.

## Tudományos adatok
Az M48-at legalább 80 csillag alkotja, a legfényesebb A2 színképtípusú. A halmaz becsült kora 300 millió év.

## Megfigyelési lehetőség
Kedvező körülmények között szabad szemmel is észlelhető.